# Березова Гать (Житомирський район)
Бере́зова Гать — село в Україні, в Курненській сільській територіальній громаді Житомирського району Житомирської області. Кількість населення становить 251 особу (2001). До 1939 року — колонія. У 1925—59 роках — адміністративний центр однойменної сільської ради.

## Населення
Відповідно до результатів перепису населення Російської імперії 1897 року, загальна кількість мешканців села становила 512 осіб, з них: римокатоликів — 77, протестантів — 429, чоловіків — 249, жінок — 263.
В кінці 19 століття в колонії нараховувалося 74 двори та 467 мешканців. Станом на 1906 рік нараховувалося 67 дворів та 416 мешканців, у 1910 році кількість населення становила 394 мешканці.
Кількість населення, станом на 1923 рік, становила 642 особи, кількість дворів — 114, на 1924 рік — 620 осіб, з перевагою населення польської та німецької національностей; дворів — 122.
Відповідно до результатів перепису населення СРСР, кількість населення, станом на 12 січня 1989 року, становила 225 осіб.
Станом на 5 грудня 2001 року, відповідно до перепису населення України, кількість мешканців села становила 251 особу.

### Мова
Розподіл населення за рідною мовою за даними перепису 2001 року:
| Мова       | Кількість | Відсоток |
| ---------- | --------- | -------- |
| українська | 249       | 99.2%    |
| російська  | 2         | 0.8%     |
| Усього     | 251       | 100%     |

## Історія
В кінці 19 ст. — колонія у Курненській волості Новоград-Волинського повіту Волинської губернії, за 35 верст від центру повіту, м. Новоград-Волинський. Лютеранське поселення на власних землях, за 40 км південно-східніше м. Новоград-Волинський; належало до лютеранської парафії у Геймталі.
У 1906 році — колонія Курненської волості (3-го стану) Новоград-Волинського повіту Волинської губернії. Відстань до повітового центру, м. Новоград-Волинський, становила 40 верст, до волосної управи, в с. Курне — 7 верст. Найближче поштово-телеграфне відділення розташовувалось на станції Рудня.
У 1923 році колонію включено до складу новоствореної Цвітянської сільської ради, котра, від 7 березня 1923 року, стала частиною новоутвореного Пулинського району Житомирської (згодом — Волинська) округи. Розміщувалося за 9 верст від районного центру, міст. Пулини та 3,5 версти від центру сільської ради, кол. Цвітянка.
Від 28 вересня 1925 року — адміністративний центр німецької національної Березовогатської сільської ради Пулинського району. 20 червня 1930 року село, разом з радою, увійшло до складу новоствореного німецького національного Соколовського району, після ліквідації котрого, 15 вересня 1930 року, передана до складу Новоград-Волинського району, 1 червня 1935 року — Новоград-Волинської міської ради, 17 жовтня 1935 року — Червоноармійського (згодом — Пулинський) району Київської області.
Восени 1936 року із села до Карагандинської області Казахстану радянською владою було переселено 75 родин (375 осіб), з них 11 — польських і 64 — німецьких. Серед виселених 199 дорослих і 176 дітей.
Від 1939 року — село; після ліквідації Березовогатської сільської ради включене до складу Курненської сільської ради Червоноармійського району. 2 вересня 1954 року, відповідно до рішення Житомирського облвиконкому № 1087 «Про перечислення населених пунктів в межах районів Житомирської області», передане до складу Цвітянської сільської ради Червоноармійського району Житомирської області. 5 березня 1959 року, внаслідок об'єднання сільських рад, село увійшло до складу Курненської сільської ради.
1 серпня 2017 року село увійшло до складу новоствореної Курненської сільської територіальної громади Пулинського району Житомирської області. Від 19 липня 2020 року, разом з громадою, в складі новоствореного Житомирського району Житомирської області.